# فرانسیسکو پینتو بالسمیو
فرانسیسکو پینتو بالسمیو (انگلیسی: Francisco Pinto Balsemão؛ زادهٔ ۱ سپتامبر ۱۹۳۷) یک سیاست‌مدار و روزنامه‌نگار اهل پرتغال است.